# Ciurila
Ciurila é uma comuna romena localizada no distrito de Cluj, na região histórica da Transilvânia. A comuna possui uma área de 72.22 km² e sua população era de 1452 habitantes segundo o censo de 2007.